# Madasphecia puera
Madasphecia puera is een vlinder uit de familie wespvlinders (Sesiidae), onderfamilie Sesiinae.
Madasphecia puera is voor het eerst wetenschappelijk beschreven door Viette in 1957. De soort komt voor in het Afrotropisch gebied.